# Zdeněk Kubeš
Zdeněk Kubeš (* 16. dubna 1964 Polička) je český římskokatolický teolog.

## Životopis
Je jediným synem rodičů Václava a Emílie, kteří žili v Lubné u Poličky. Posléze zde byl také členem místních dobrovolných hasičů. Vystudoval Střední zemědělsko-technickou školu v Litomyšli, pak absolvoval dvouletou základní vojenskou službu a poté (v roce 1985) nastoupil do lubenského zemědělského družstva. Ve svém bydlišti byl rovněž členem sboru dobrovolných hasičů. Po deseti letech práce v zemědělství, když mu bylo 38 let, se rozhodl pro studium teologie, k němuž ho inspirovali jeho přátelé, také římskokatoličtí kněží.

### Studentský vůdce
Nejprve na studia ke kněžství nastoupil do teologického konviktu v Litoměřicích v září 1995. Po absolvování teologického propedeutika vstoupil od září roku 1996 do pražského acibiskupského kněžského semináře. V období svého studia na pražské katolické teologické fakultě úzce spolupracoval s Mons. Karlem Vránou zvláště pak na vydávání děl dlouho opomíjených katolických autorů. Jako studentský vůdce bohoslovců pražského arcibiskupského semináře byl zvolen prefektem semináře v letech 2000–2001 v období vrcholící krize na pražské fakultě, která zasáhla jak církev, tak se promítla i do české společnosti, kdy výraznou měrou coby autorita zklidnil zjitřenou atmosféru mezi seminaristy. Po šesti letech studia přijal 15. září 2001 v královéhradecké katedrále svatého Ducha kněžské svěcení, které mu udělil královéhradecký biskup a pozdější pražský arcibiskup Dominik Duka. O svém povolání za kněze Kubeš sám říká, že Ježíš si za své učedníky vybíral rybáře, tak proč ne také zemědělce. Na jeho první bohoslužby, které vykonal v sebranickém kostele svatého Mikuláše a v kapli svaté Anny v Lubné, zavítaly desítky věřících z okolních obcí.

### Duchovní působení
Po získání kněžského svěcení působil tři měsíce coby kaplan v Kutné Hoře. Následně se stal duchovním správcem v Jičíně a od 1. července 2003 byl farářem v přibyslavské farnosti. Podílel se například na opravě varhan v přibyslavském kostele či na organizaci diecézního setkání ministrantů v roce 2013. Každoročně zaštiťoval konání tříkrálové sbírky v Přibyslavi, jejíž výtěžek býval oproti okolním městům a obcím nadprůměrný. Ke konci července roku 2015 však své přibyslavské působení ukončil a nahradil ho zde Pavel Sandtner. Kubeš naopak přešel do farnosti Náchod, kde se stal tamním děkanem.